# Непогодов Дмитро Михайлович
Дмитро́ Миха́йлович Непого́дов (нар. 17 лютого 1988, Київ) — казахстанський футболіст українського походження, воротар. Виступав за національну збірну Казахстану з футболу.

## Клубна кар'єра

### Юнацькі виступи
Починав грати у футбол у 7-річному віці у школі «Динамо» (Київ) під керівництвом спочатку Валерія Володимировича Шабельникова, потім — Віталія Хмельницького. Ще з 10 років, завдяки батькові, займався акробатикою, аеробікою, плаванням, тенісом, легкою атлетикою, які розвивали організм і навички від яких згодом стали у пригоді під час футбольних матчів. У 13-річному віці після виступу на міжнародному турнірі у Франції його помітили скаути «Ліона», хлопець пройшов тижневе стажування, але виникли проблеми з документами для виїзду з України. Того ж року перейшов до «Зміни-Оболонь», де тренувався під керівництвом Михайла Михайловича Лабузова і їздив на оглядини до донецького «Шахтаря», якому не підійшов.

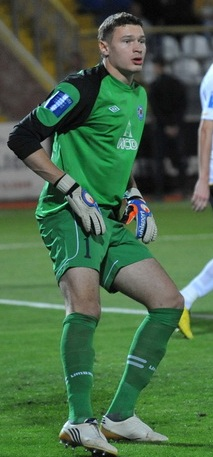
Дмитро Непогодов під час виступів за «Металург». 11 вересня 2010 року

Наступного року Непогодова запросили до ФК «Відрадний» (Київ), де під керівництвом Олексія Євгеновича Дроценка команда двічі ставала бронзовим призером чемпіонату України. Тоді воротаря почали викликати до юнацької збірної України U-17. Багато випускників команди прагнуло грати в київському «Динамо», але, закінчивши школу «Відрадного», Непогодов не зумів потрапити до «Динамо» через високу конкуренцію.
2005—2006 роки стали визначальними в кар'єрі юнака — він перебував на оглядинах у «Таврії» (Сімферополь), «Арсеналі» (Київ), «Металурзі» (Донецьк), «Шахтарі» (Донецьк), а в жовтні 2005 року надійшла пропозиція від французького клубу «Марсель».
У січні-лютому 2006 року воротар виступав на Кубку Співдружності в Москві у складі «Шахтаря» (Донецьк), а потім за юнацьку збірну України на Меморіалі Гранаткіна, де був заявлений як гравець київського «Арсенала». Спортивний директор «Шахтаря» Віктор Прокопенко пропонував підписати контракт із донецькою командою, але Дмитро Непогодов не квапився, бо ще мав шанс на продовження кар'єри в Марселі.

### «Марсель»
У березні 2006 року 18-річний воротар підписав стажерський контракт із клубом «Олімпік» (Марсель), який є однією з найкращих команд Франції, наступного року продовживши його ще на рік. Український футболіст регулярно виступав за другу команду «Марселя» в дивізіоні CFA2 (5-та за силою ліга Франції) й 17 липня 2008 року підписав професіональний контракт. Проте основним голкіпером клубу стабільно був гравець збірної Франції Стів Манданда, а Дмитро Непогодов був третім-четвертим воротарем клубу й жодного разу не вийшов в офіційному матчі за основну команду.

### Повернення в Україну
Сезон 2009/10 провів у «Металурзі» (Донецьк). У першій половині чемпіонату виступав за молодіжний склад донеччан. У Прем'єр-лізі дебютував 18 квітня 2010 року в матчі з одеським «Чорноморцем» і пропустив перший гол.
Улітку 2011 року перейшов на умовах оренди до кінця року до єреванського «Бананца», який потребував закриття проблемної позиції голкіпера перед стартом у Лізі Європи.
Наприкінці сезону 2011/12 покинув донецький клуб і незабаром став футболістом «Ворскли». 28 грудня 2016 року стало відомо, що Непогодов залишить полтавську команду.

### «Тобол»
На початку 2017 року став гравцем казахстанського клубу «Тобол».

## Виступи за збірні
Із 2005 року залучався до складу юнацьких збірних команд України різних вікових категорій.
2008 року дебютував в іграх за молодіжну збірну.
Був уключений до складу української «молодіжки» для участі у фінальній частині молодіжного чемпіонату Європи 2011 року, однак у рамках цього турніру в усіх трьох матчах українців ворота команди захищав Антон Каніболоцький.
У серпні 2018 року був викликаний до лав збірної Казахстану на матч Ліги націй проти Грузії.

## Титули і досягнення
- Володар Суперкубка Казахстану (2):

«Астана»: 2020
«Тобол»: 2022